# Władysław Kucharski (prawnik)
Władysław Stanisław Kucharski (ur. 1 stycznia 1934 w Krakowie, zm. 22 lipca 2025) – polski prawnik, profesor nauk humanistycznych.

## Życiorys
Studiował prawo na Uniwersytecie Marii Curie-Skłodowskiej, w 1972 r. obronił pracę doktorską, której promotorem był prof. Andrzej Burda, w 1984 r. habilitował się. W 1997 r. uzyskał tytuł profesora nauk humanistycznych.
Został pracownikiem naukowym na Uniwersytecie Marii Curie-Skłodowskiej w Lublinie, w Puławskiej Szkole Wyższej, w Wyższej Szkole Ekonomii i Innowacji w Lublinie, oraz w Wyższej Szkole Przedsiębiorczości i Administracji w Lublinie.
Był członkiem Komitetu Badań nad Migracjami Ludności i Polonią Prezydium PAN i Komisji Politologii i Stosunków Międzynarodowych na Oddziale Polskiej Akademii Nauk w Lublinie.